# Katarzyna Juszczak
Katarzyna Dorota Juszczak (ur. 4 marca 1972 we Wrocławiu) – zawodniczka uprawiająca judo, zapasy, olimpijka z Barcelony 1992 i Aten 2004.
Zawodniczka klubu AZS-AWF Wrocław. Brązowa medalistka mistrzostw Europy juniorów w 1989 roku w wadze do 72 kg. 
Brązowa medalistka mistrzostw świata juniorów w wadze do 66 kg w roku 1990.
Mistrzyni Polski w latach 1989, 1990 (w wadze 66 kg), 1991, 1992 (w wadze 72 kg). Wicemistrzyni Polski w roku 1993 w wadze 72 kg.
Uczestniczka mistrzostw Europy w roku 1993 w wadze 66 kg, podczas których zajęła 7. miejsce.
Na igrzyskach w Barcelonie wystartowała w turnieju judo reprezentując Polskę w wadze półciężkiej. Zajęła 7. miejsce.
Po wyjeździe do Włoch rozpoczęła w roku 1999 uprawiać zapasy.
Uczestniczka mistrzostw świata w: Chalkidzie w 2002 roku (8. miejsce w wadze 72 kg), Nowym Jorku w roku 2003 (15. miejsce w wadze 72 kg), Budapeszcie w 2005 roku (5. miejsce w wadze 63 kg).
Uczestniczka mistrzostw Europy w: Seinäjoki w roku 2002 (6. miejsce w wadze 72 kg), Rydze w roku 2003 (6. miejsce w wadze 72 kg), Haaparanta w roku 2004 (8. miejsce w wadze 72 kg).
Na igrzyskach w Atenach wystartowała w turnieju zapaśniczym kobiet reprezentując Włochy w wadze ciężkiej, zajmując 11. miejsce.